# Zichy-kastély (Zsámbék)
A Zichy-kastély Zsámbék legnagyobb, a távolból is jól látszódó épület-együttese.   Zichy család 1689-ben vásárolta meg Zsámbék birtokot, ahol a kővár helyére barokk kastélyt építettek. Az 1800-as évek végén örökös hiányában a koronára szállt a tulajdon, majd 1924-től oktatási intézmény működik falai között.

## Története
III. Béla király (1148-1196) második feleségének, a francia Capet Margitnak kíséretével 1186-ban érkezett Aynard francia lovag kapta ajándékba Zsámbékot. A lovag a család más tagjaival letelepedvén itt építette meg kővárát,  kolostort és bazilikát A vár később a Maróthyak birtokába került, majd királyi birtok lett. Mátyás fiának (Corvin Jánosnak) adományozta, aki 1504-ig volt földesura. A törökök kiűzése után a lepusztult várat és a birtokot Zichy István vásárolta meg a királytól és az 1710-es években építtetett kastélyt, korai-barokk stílusban. A kastélyban kápolna is épült, Xavéri Szent Ferenc tiszteletére avatták fel 1716-ban. Éveken át itt tartották a községi istentiszteleteket is. A Zichyektől ismét a Koronára visszaszármazott kastélyt 1904-ben a svájci Szent Keresztről elnevezett Irgalmas Nővérek vásárolták meg, akik az egyemeletes épületet négyzetes épülettömbbé alakították. 1924-ben a kastélyt kétemeletesre bővítették. A kastélyban már ekkortól leányiskola, majd tanítóképző működött, és a következő nyolc évtizedben az oktatást szolgálta. 2003-ban a kastély tetőszerkezetének nagy része leégett és jelentősen károsodott a felső szint is. Ekkor a tanítóképző iskola Vácra költözött. A felújítás után ismét iskola, gimnázium lett.